# Belba sculpta
Belba sculpta är en kvalsterart som beskrevs av Mihelcic 1957. Belba sculpta ingår i släktet Belba och familjen Damaeidae. Inga underarter finns listade.